# شمشير (بارجة حربية)
بارجة شمشير القاذفة للصواريخ: تعني (السيف) باللغة العربية. هي سفينة هجومية سريعة إيرانية قاذفة للصواريخ من طراز كامان. تعمل في الأسطول الجنوبي للبحرية الإيرانية. شاركت البارجة العسكرية شمشير في حرب الخليج الأولى، وكان موطنها هو قاعدة بوشهر البحرية. لهذه البارجة العسكرية القدرة على إطلاق صواريخ أرض-أرض، وتحتوي على مدفعية أرض-أرض وأرض-جو. وقد خضعت لعدة عمليات من التطوير والتحديث كان آخرها عام 2014م، من قِبَل الخبراء والمهندسين الإيرانيين. يبلغ طولها 47 متر، وعرضها يبلغ 7.1 متر، اما سرعتها فتبلغ 36 عقدة. وهي مزودة بأربع محركات تعمل بالديزل بقوة 14400 حصان. يُذكَر أن تقريراً أمريكياً صدر في 11 أيلول/ سبتمبر 2008م، أكد أن (معهد واشنطن لسياسة الشرق الأدنى) قال في تقرير له، إنه خلال العقدين الماضيين منذ فرض العراق الحرب على إيران، تفوقت الجمهورية الإسلامية في القدرات البحرية وأصبحت قادرة على شن حرب فريدة غير متكافئة ضد قوات بحرية أكبر. ووفقاً للتقرير، فقد تحولت البحرية الإيرانية إلى قوة ذات دوافع عالية، ومجهزة تجهيزاً جيداً، وممولة بشكل جيد، وتسيطر فعلياً على شريان حياة النفط في العالم، وهو مضيق هرمز.

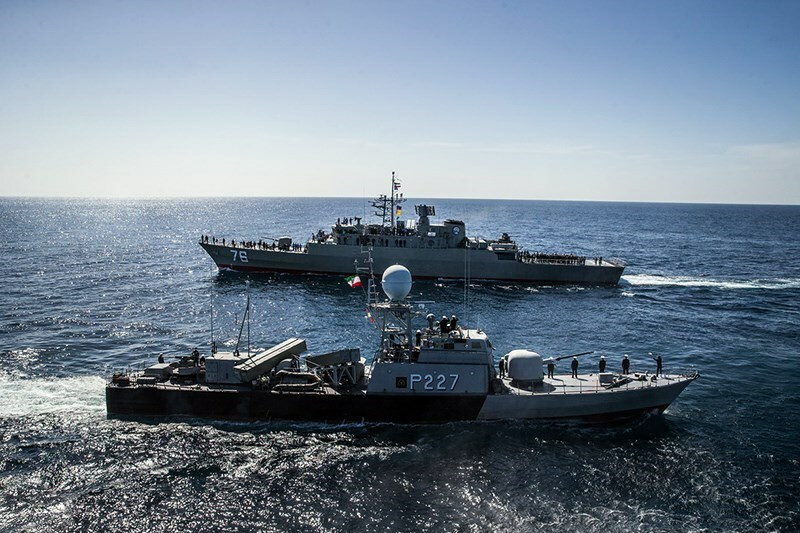
بارجة شمشير في اليوم الأخير من مناورات الولاية 94 البحرية الإيرانية عام 2016م

## الإنضمام إلى البحرية الإيرانية
إنضمت بارجة شمشير (السيف) القاذفة للصواريخ إلى البحرية الإيرانية عام 2014م، وذلك بعد عمليات التحديث والتطوير التي أُجريَت عليها. وقد إنضمت البارجة إلى القوات البحرية في جمهورية إيران في أول مهمة خارجية لها، ضمن مناورات مشتركة مع الجارة عمان فور دخولها الخدمة في سلاح البحر إلى جانب بارجتين أخريين ما يؤكد ثقة القيادة الإيرانية بالخبراء المحليين في أعمال الصيانة وإعادة تأهيل القطع الحربية.

## المواصفات
تتصف البارجة العسكرية شمشير بأنها مركبة هجومية سريعة إيرانية من طراز كامان. يبلغ طولها 47 متر (154 قدماً و2 بوصة)، وعرضها يبلغ 7.1 متر (23 قدماً و4 بوصات)، اما إزاحتها فتبلغ 249 طن قياسي، وبحمولة كاملة تبلغ 275 طن. اما سرعتها فتبلغ 36 عقدة (67 كيلومتر/ ساعة). وتعمل بـ 4 محركات ديزل من طراز (MTU 16V538 TB91)، بقوة 14400 حصان (10.7 ميجاوات).

## التسليح
تم الإنتهاء من تجديد وتطوير وتحديث المدمرة الحربية الإيرانية شمشير في عام 2014م. ونُقِلَ عن نائب قائد العمليات البحرية الإيرانية الأدميرال شهرام إيراني قوله إن سفينة قاذفة الصواريخ شمشير قادرة على إطلاق صواريخ أرض-أرض مختلفة متوسطة وطويلة المدى، بما في ذلك مجموعة مختلفة من الصواريخ والمدافع والرادارات. كصواريخ نور وقادر إيرانية الصنع، أو أي نوع آخر من الصواريخ، وذلك بعد الإصلاح الأخير لهذه البارجة. وتحتوي البارجة الحربية أيضاً على مدفعية أرض-أرض وأرض-جو مزدوجة الغرض تم تصنيعها من قِبَل الصناعات الإيرانية ووزارة الدفاع وإسناد القوات المسلحة الإيرانية. وتم إختبارها بنجاح في التدريبات البحرية المشتركة بين جمهورية إيران وسلطنة عمان. وقال الأدميرال إن نظام الأسلحة الجديد هذا المثبت على شمشير يشبه أحدث المدفعيات في العالم، بما في ذلك مدافع عيار 76، بل ويتمتع ببعض التفوق مقارنةً بها. وهذه أهمها:
- صاروخ نور البحري الإيراني والذي تم تزويد البارجة شمشير بهذا الطراز. وصاروخ نور هو صاروخ كروز إيراني الصنع يعمل بالوقود الصلب وهو من الصواريخ الإيرانية المعروفة والتي قامت البحرية الإيرانية بصناعته عام 2005م.[18] ويصل مدى النسخة الإيرانية إلى 120 كيلومتر، وفي نماذج أخرى أكثر من 220 كيلومتر.[19] يُطلَق هذا الصاروخ من المنصات الأرضية والبارجات والمقاتلات كما واستطاع الإيرانيون تزويد الهيليكوبترات بهذا الصاروخ المتطور والتي تكون نسبة إصابة الصاروخ للهدف 98 بالمائة.[20]

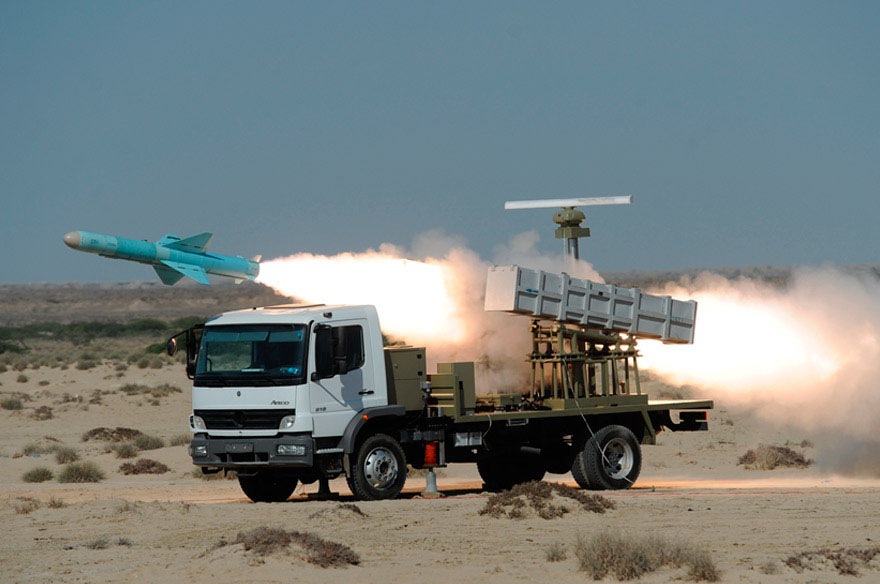
صاروخ كروز نور البحري إيراني الصنع العامل بالوقود الصلب، والذي تم تنصيبه على البارجة الحربية شمشير

- صاروخ قادر البحري. ويُعرَف قادر بأنه صاروخ إيراني الصنع، مضاد للسفن والأهداف البحرية، أُعلِنَ عنه في 2011/8/23 ويبلغ مداه 300 كيلومتر، كما وتم افتتاح خط إنتاج صواريخ كروز البحرية قادر من قِبَل وزير الدفاع وإسناد القوات المسلحة الإيرانية العميد أحمد وحيدي، وقد تم تسليم خط الإنتاج هذا إلى القوات البحرية في الجيش والقوات البحرية في الحرس الثوري الإيراني.[21][22][23]

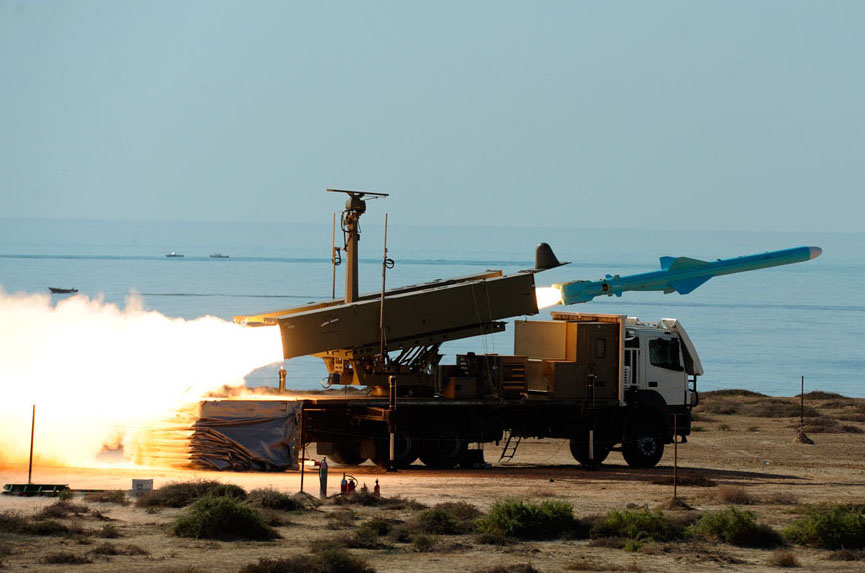
إطلاق صاروخ قادر في مناورات الولاية-90 البحرية، وهو أحد الصواريخ الإيرانية التي تم تنصيبها على البارجة الحربية شمشير

- تجهيز المدمرة برادارات إيرانية محلية الصنع عالية التقنية.[3]
- تنصيب مدافع أرض-أرض وأرض-جو مزدوجة الغرض تم تصنيعها من قِبَل الصناعات الإيرانية ووزارة الدفاع الإيرانية. ومن بينها مدفع فجر إيراني الصنع. فقد تم تنصيب مدفع فجر-27 عيار 76 ملم على البارجة شمشير. وهو أحد أكثر المدافع البحرية تطوراً في العالم، فهو من الأسلحة الأوتوماتيكية الذكية ذات الإستخدامين إيراني الصنع.[24][25] والقادر على ضرب أهداف جوية وبحرية في الوقت نفسه، حيث يتميز بكثافة النيران بمعدل إطلاق النار 120 أطلاقة في الدقيقة الواحدة.[26] وتُعتبَر جمهورية إيران ثالث دولة في العالم تصنع هذا المدفع المتطور بعد كلٌ من الولايات المتحدة الأمريكية وإيطاليا اللتان تمتلكان تكنولوجيا صنع مثل هذه المدافع. وقد استغرق العمل عليه من قِبَل المهندسين والخبراء الإيرانيون مدة 6 سنوات. وتم تدشين الخط الإنتاجي لمدفع فجر - 27 سنة 2006م بوزارة الدفاع الإيرانية.[27] ويبلغ مدى المدفع 17 كيلومتر.[3] وهو قادر على إستهداف وتدمير البوارج والزوارق السريعة وقطع البحرية التابعة للعدو إضافةً إلى الأهداف الجوية والصواريخ التي تُطلَق صوب الأهداف البحرية على إرتفاع (23 ألف قدم) فوق سطح البحر.[28]

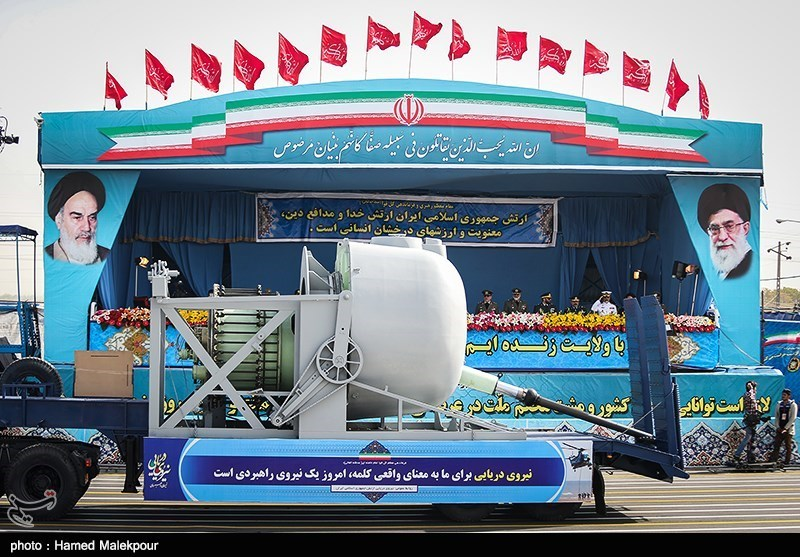
مدفع فجر 27 الإيراني

## المشاركة في المناورات البحرية مع سلطنة عمان
في عام 2014م، أعلن مسؤولون عسكريون إيرانيون كبار أن البارجة قاذفة الصواريخ شمشير والتابعة للبحرية الإيرانية، تمكنت من إنجاز مهمتها بنسبة نجاح 100 بالمائة في التدريبات البحرية المشتركة التي أُجريَت مؤخراً مع البحرية العمانية، وذلك بعد أن خضعت البارجة لعمليات التحديث والتطوير. وقد إنطلقت المناورات البحرية المشتركة بين القوات الإيرانية والعمانية في مياه بحر عمان، حيث رست السفن الإيرانية في ميناء قابوس. كما تشارك في المناورات البحرية التي تُعتبَر الرابعة بين البلدين في مياه بحر عمان، السفن العمانية للإغاثة والإنقاذ التابعة للقوات المسلحة العمانية. وقال مسؤول عسكري في القوة البحرية الإيرانية أن مدمرة ألوند وسفينة شمشير القاذفة للصواريخ وسفينة بوشهر للإسناد ومروحيات من طراز (AB212)، وقاطرة سفير 3، تشارك في هذه المناورات. وتابع بأنه تجري في المناورات تدريبات تكتيكية مثل التزود بالوقود في البحر واصطحاب السفن والرسو، إضافةً إلی عمليات الإغاثة والإنقاذ والرد السريع وإنقاذ السفن وركابها. وكانت جمهورية إيران وسلطنة عمان قد نظمت تدريبات (إنقاذ وإغاثة) بحرية في فبراير عام 2011م. شاركت خلالها أربع سفن عمانية وطائرتان مقاتلتان ومروحية فضلاً عن أربع سفن إيرانية.

## ردود أفعال
إيران
مساعد سلاح البحر:
قال مساعد سلاح البحر التابع للجيش الإيراني لشئون العمليات الأدميرال سياوش جره، إن مجموعة القطع البحرية الإيرانية وتضم المدمرة ألوند والفرقاطة شمشير والفرقاطة بوشهر اللوجيستية والقاطرة سفير ٣ تشارك في المناورات البحرية المشتركة بين جمهورية إيران وسلطنة عمان. وتابع بأنه يجري في المرحلة الأولی من المناورات تدريبات تكتيكية مثل التزويد بالوقود في البحر ومناورة تغيير الهيكلية واصطحاب السفن والرسو إضافةً إلی عملية الإغاثة والإنقاذ والرد السريع وإنقاذ السفن وركابها في المرحلة الثانية.
وكالة تسنيم الدولية للأنباء
أكد القسم الدفاعي بوكالة تسنيم الدولية للأنباء، أن القافلة العسكرية البحرية الإيرانية التي غادرت رصيف المنطقة رقم 1 التابعة لسلاح البحر بالجيش الإيراني في ميناء بندر عباس جنوب الجمهورية الإسلامية الإيرانية، قد رست في ميناء قابوس لإجراء هذه المناورات المشتركة.
وكالة أنباء فارس:
ذكرت وكالة أنباء فارس الإيرانية ان المناورات البحرية المشتركة بين جمهورية إيران وسلطنة عمان استغرقت يومين وشاركت فيها مجموعة من سفن الإغاثة والإنقاذ الإيرانية والعمانية. حيث استعرضت أحدث قدراتها التقنية واللوجستية أثناء القيام بعمليات التحري والإنقاذ في المنطقة.

## معرض الصور

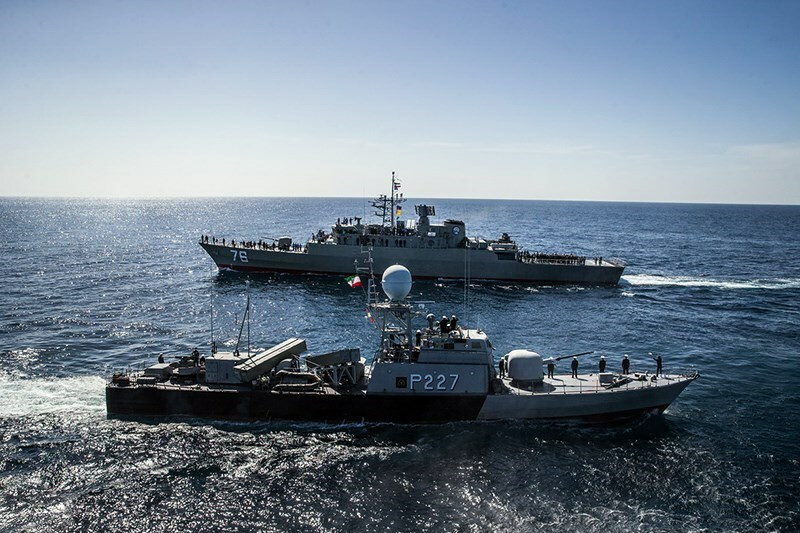
بارجة شمشير في اليوم الأخير من مناورات الولاية 94

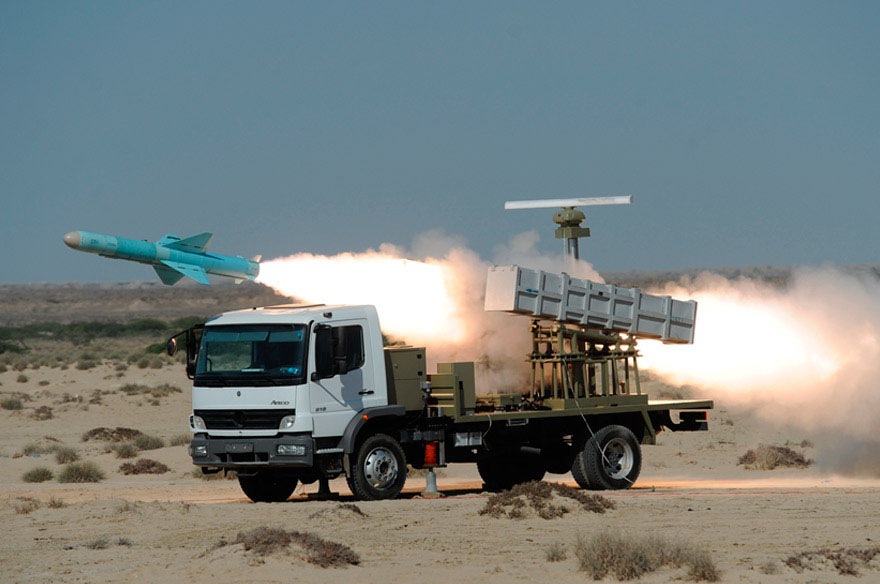
صاروخ كروز نور البحري إيراني الصنع العامل بالوقود الصلب، والذي تم تنصيبه على البارجة الحربية شمشير

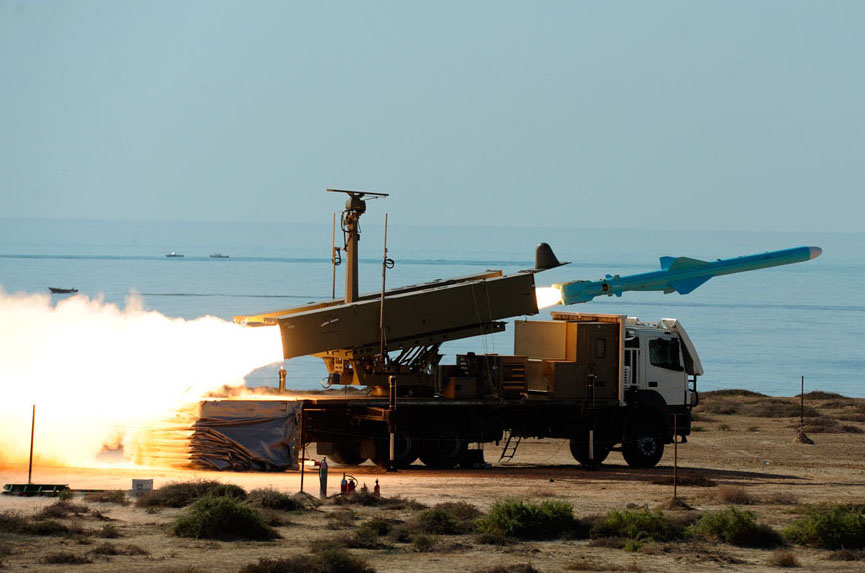
إطلاق صاروخ قادر في مناورات الولاية-90 البحرية، وهو أحد الصواريخ الإيرانية التي تم تنصيبها على البارجة الحربية شمشير

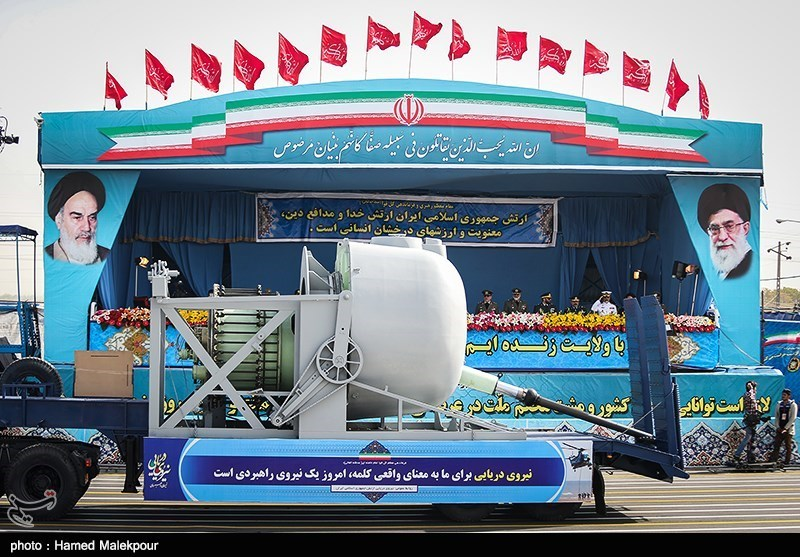
مدفع فجر 27 الإيراني

## مواضيع ذات صلة
- معدات القوات المسلحة الإيرانية
- دماوند (فرقاطة)
- فرقاطة نوع ألوند